# 苏门答腊热带雨林
蘇門答臘熱帶雨林為位於印度尼西亚蘇門答臘島的世界遗产項目，包括三個印度尼西亞國家公園：古農列尤擇國家公園、布吉克尼西士巴拉國家公園、巴瑞杉西拉坦國家公園。「蘇門答臘熱帶雨林」在2004年第28屆世界遺產委員會會議通過列入《世界遺產名錄》，2011年列為瀕危世界遺產。

## 位置與組成
「蘇門答臘熱帶雨林」項目由三個國家公園組成：古農列尤擇國家公園位於蘇門答臘北部，面積862,975公頃（2,132,460英畝）；布吉克尼西士巴拉國家公園位於蘇門答臘中部，面積1,375,350公頃（3,398,600英畝）；巴瑞杉西拉坦國家公園位於蘇門答臘南部，面積356,800公頃（882,000英畝）。
蘇門答臘島北部的古農列尤擇國家公園位於東經96°35'至98°30'，北緯2°50'至4°10'之間，長150公里，寬100多公里，多為山區，由陡峭、人跡罕至的山地地形組成，國家公園的海拔由0（0英尺）至3,381（11,093英尺），約40%海拔超過1,500（4,900英尺），主要集中於國家公園的西北部，園區內南邊約12%海拔低於600（2,000英尺），阿拉斯河貫穿公園，將公園分為東西兩半。
布吉克尼西士巴拉國家公園位於東經100°31'18"至102°44'01"，南緯1°07'13"至3°26'14"之間，海拔200（660英尺）至3,805（12,484英尺）。巴里桑山脈由西北至東南貫穿葛林芝塞布拉國家公園，區內有標高3,805（12,484英尺）的蘇門答臘島最高峰葛林芝火山，以及東南亞最高的火山口湖土朱山湖（Lake Gunung Tujuh）。大蘇門答臘斷層（Great Sumatran fault）由西北至東南貫穿國家公園。

巴瑞杉西拉坦國家公園成立於1982年，位於蘇門答臘南部，界於東經103°23'至104°43'，南緯4°33'至5°57'之間，長約350公里、寬約45公里，面積356,800公頃（882,000英畝）。國家公園範圍位於巴里桑山脈南段，涵蓋楠榜省、明古魯省和南苏门答腊省三個省。海拔界於0（0英尺）至1,964（6,444英尺）公尺，最高點為普隆山（Gunung Pulung），高度1,964（6,444英尺）。

## 動物與植物

### 動物
蘇門答臘熱帶雨林有許多受威脅的物種，有四種重點保護的極危物種：蘇門答臘猩猩、蘇門答臘象、苏门答腊犀、苏门答腊虎。蘇門答臘猩猩僅在古農列尤擇國家公園以及該國家公園附近的武吉拉旺兩處棲息，1971年赫爾曼·賴克森（Herman Rijksen）建立了克坦貝（Ketambe）研究站，以研究蘇門答臘猩猩。蘇門答臘犀在古農列尤擇國家公園與巴瑞杉西拉坦國家公園棲息；蘇門答臘象、蘇門答臘虎在三處國家公園均可發現蹤跡。其他的極危物種有2002年重新發現的蘇門答臘走鵑；瀕危物種包括合趾猿、白掌長臂猿、豚尾獼猴、馬來貘等；易危物種包括雲豹、巽他云豹、马来熊、托馬斯葉猴、蘇門答臘羚羊、水鹿、馬來犀鳥、大眼斑雉、施氏八色鸫等。

### 植物
蘇門答臘熱帶雨林約有1萬種植物，包括17個特有屬。其存在多種類型的森林生態系統，包括赤道低地森林、亞高山帶、泥炭沼澤森林、淡水沼澤、湖泊、红树林等。特色植物為大花草，包括蘇門答臘特有種，也是世界上最大的花阿諾爾特大花草、世界最高的花巨花魔芋，以及西爪哇巨魔芋（學名：Amorphophallus decus-silvae）。

## 世界遺產登錄
2004年6月至7月，第28屆世界遺產委員會會議於中华人民共和国蘇州召開，由印度尼西亞申報的項目「蘇門答臘熱帶雨林」經大會通過登錄為世界遗产，編號為1167號。
该世界遗产被认为满足世界遺產登錄基準中的以下基準而予以登錄：
- （vii）包含出色的自然美景与美学重要性的自然现象或地区。
- （ix）在陆上、淡水、沿海及海洋生态系统及动植物群的演化与发展上，代表持续进行中的生态学及生物学过程的显著例子。
- （x）拥有最重要及显著的多元性生物自然生态栖息地，包含从保育或科学的角度来看，符合普世价值的濒临绝种动物种。[13]

| 世界遺產編號 | 名稱                     | 所在地          | 保護範圍      | 緩衝範圍 |
| ------------ | ------------------------ | --------------- | ------------- | -------- |
| 1167-001     | 古農列尤擇國家公園       | 3°30'N 90°30'E  | 862,975公頃   |          |
| 1167-002     | 布吉克尼西士巴拉國家公園 | 2°25′S 101°29′E | 1,375,350公頃 |          |
| 1167-003     | 巴瑞杉西拉坦國家公園     | 5°15′S 104°10′E | 356,800公頃   |          |

「蘇門答臘熱帶雨林」項目入選世界遺產的原因，首先，由於低地和山地森林的生物多樣性，它們為蘇門答臘島上具代表性的森林區域。這遍廣闊的熱帶雨林，在過去50年當中範圍逐漸縮小，需要加強保護行動。其次，遺產範圍內的國家公園均位於縱貫蘇門答臘島的巴里桑山脈上。巴里桑山脈被稱為「蘇門答臘的安地斯山脈」，景色壯麗。三座國家公園匯集巴里桑山脈最精華的地景：包括東南亞最高的火山口湖土朱山湖（Lake Gunung Tujuh）、標高3,805（12,484英尺）的蘇門答臘島最高峰葛林芝火山，以及許多小型火山、海岸與湖泊。最後，三個國家公園都有多樣化的棲息地，具備豐富的生物多樣性。

## 瀕危世界遺產
蘇門答臘熱帶雨林自2011年開始被联合国教育、科学及文化组织聯合國教科文組織列為瀕危世界遺產，原因包括偷獵、非法採伐、農業侵占，以及修建道路通往遺產的計畫等，遺產組成的三座國家公園均有威脅生態的問題，以古農列尤擇國家公園情況最嚴重。截至2019年12月，古農列尤擇國家公園已有34,277公頃（84,700英畝）的森林因非法採伐、農業侵占而消失。
除了非法採伐、侵占以及上述一些因素造成的破壞外，蘇門答臘的熱帶雨林還潛在地受到氣候變化和全球變暖的威脅。氣候變化對熱帶濕地的影響之一是降雨過多，這會破壞其中的動植物生態系統。聯合國教科文組織與印度尼西亞政府、印度尼西亞科學研究所和国际野生生物保护学会共同開展保護項目，其中之一是監測氣候變化對蘇門答臘熱帶雨林的影響。
根據國際自然保護聯盟（IUCN）2020年12月發布，對於「蘇門答臘熱帶雨林」世界遺產項目內三座國家公園的評估與展望：持續處於十分危急的紅色燈號，趨勢展望為惡化。IUCN認為該處仍持續有很高的保護價值，但當地政府推出的保護與管理措施基本上沒有效果。非法活動包括偷獵、非法採伐和侵占作為農地仍十分猖獗。面臨的主要問題包括：關鍵物種蘇門答臘猩猩、蘇門答臘象、蘇門答臘犀、蘇門答臘虎調查不完整，無法確定其狀態；執法不彰，記錄在案、被逮捕案件只占非法活動的一小部分；公園的疆界未明確定界定；法規複雜且事權未統一，不清楚問題由誰負責；擬定的水壩、地熱和道路開發項目，可能對於保護區產生威脅等。呼籲當地政府正視上述問題，並加以改善。

## 圖集

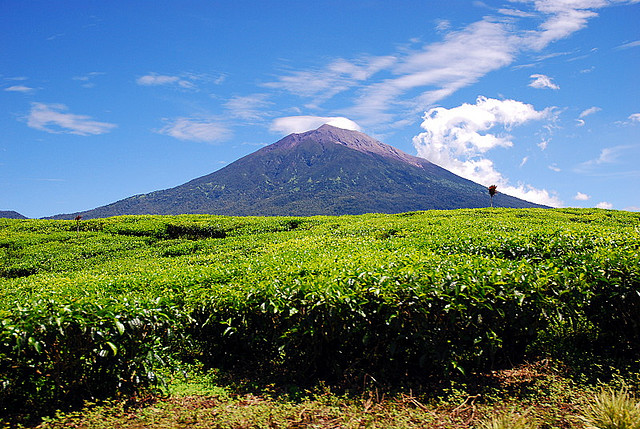
布吉克尼西士巴拉國家公園內的葛林芝火山
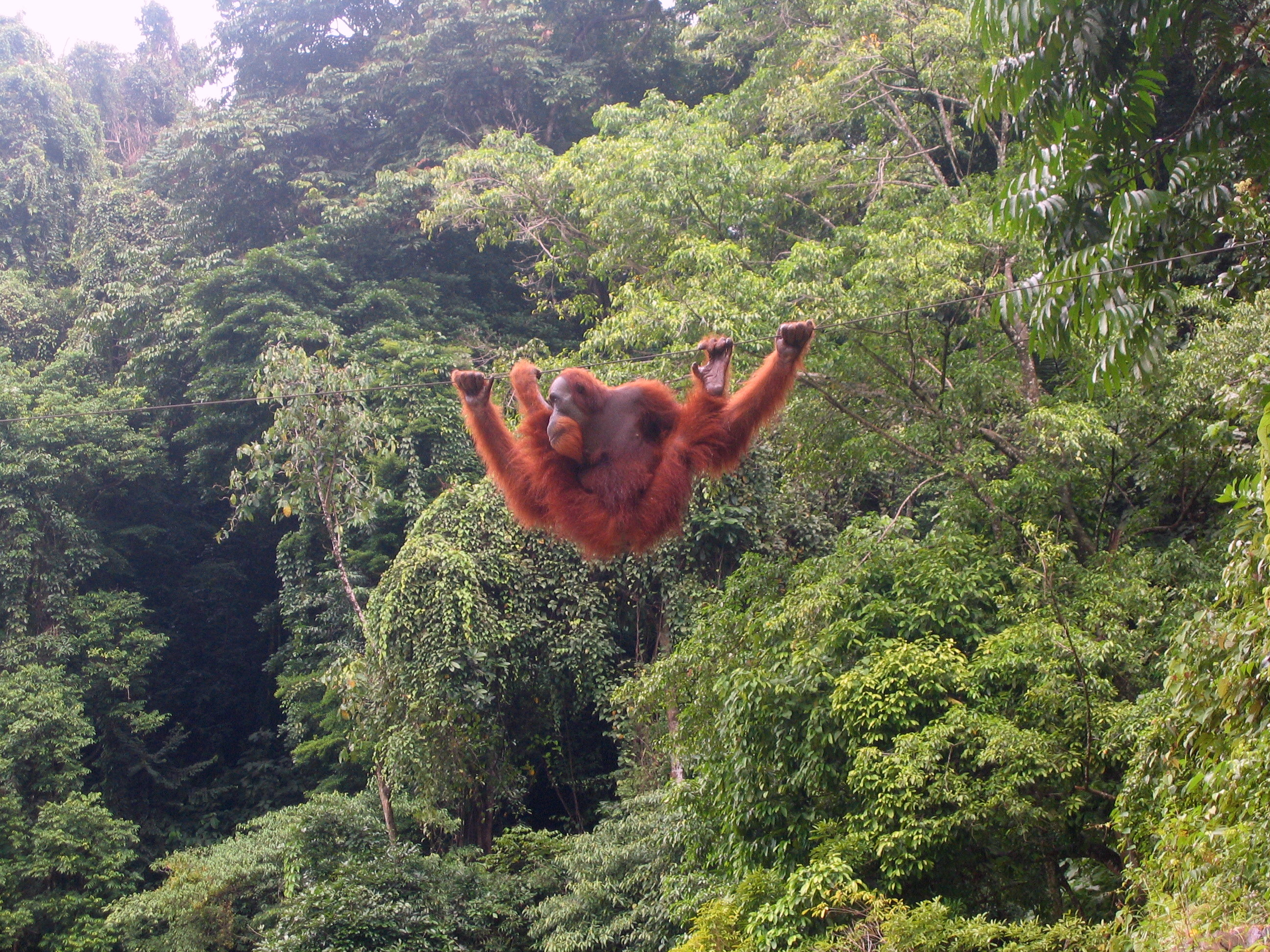
蘇門答臘猩猩
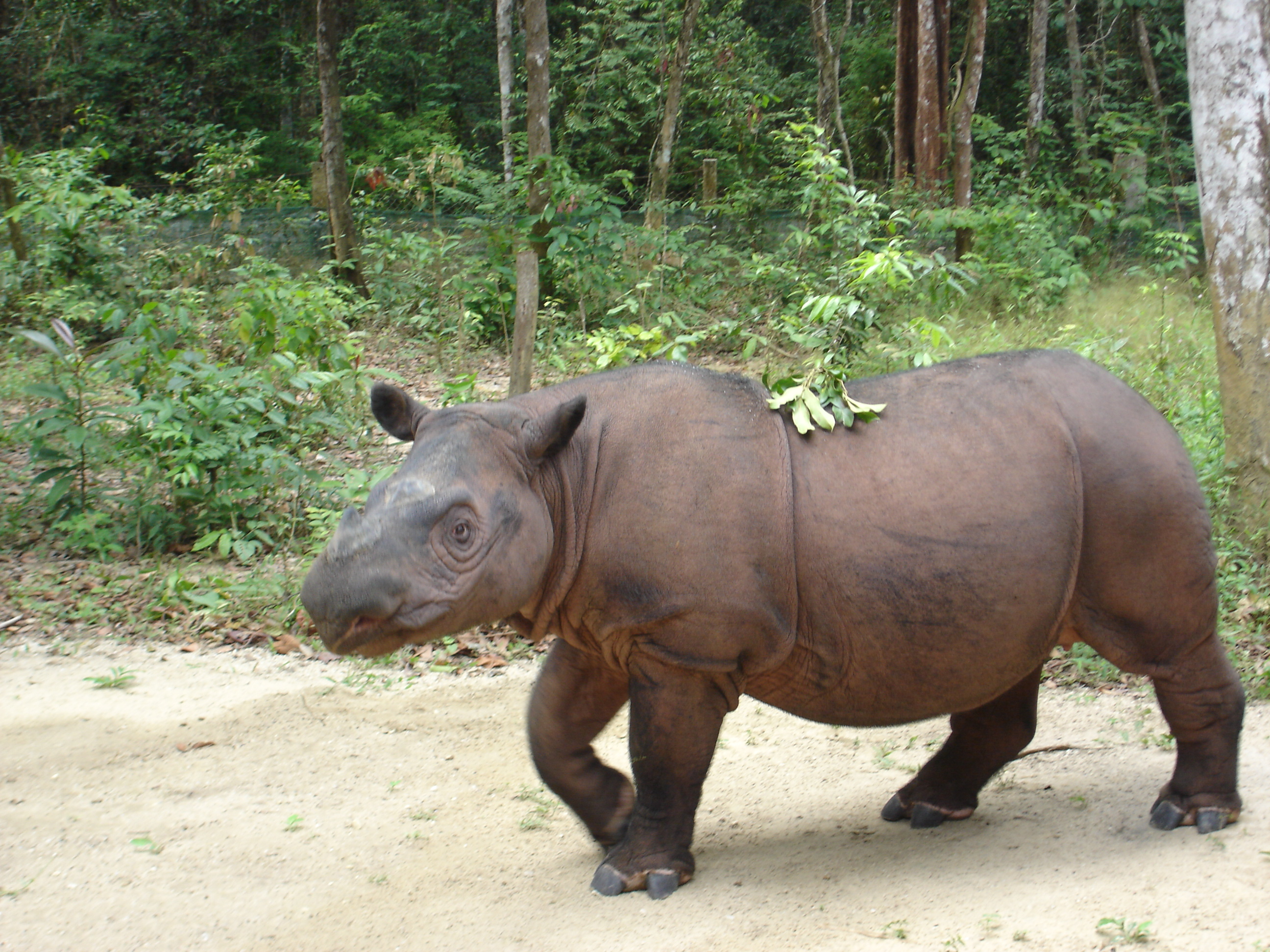
苏门答腊犀
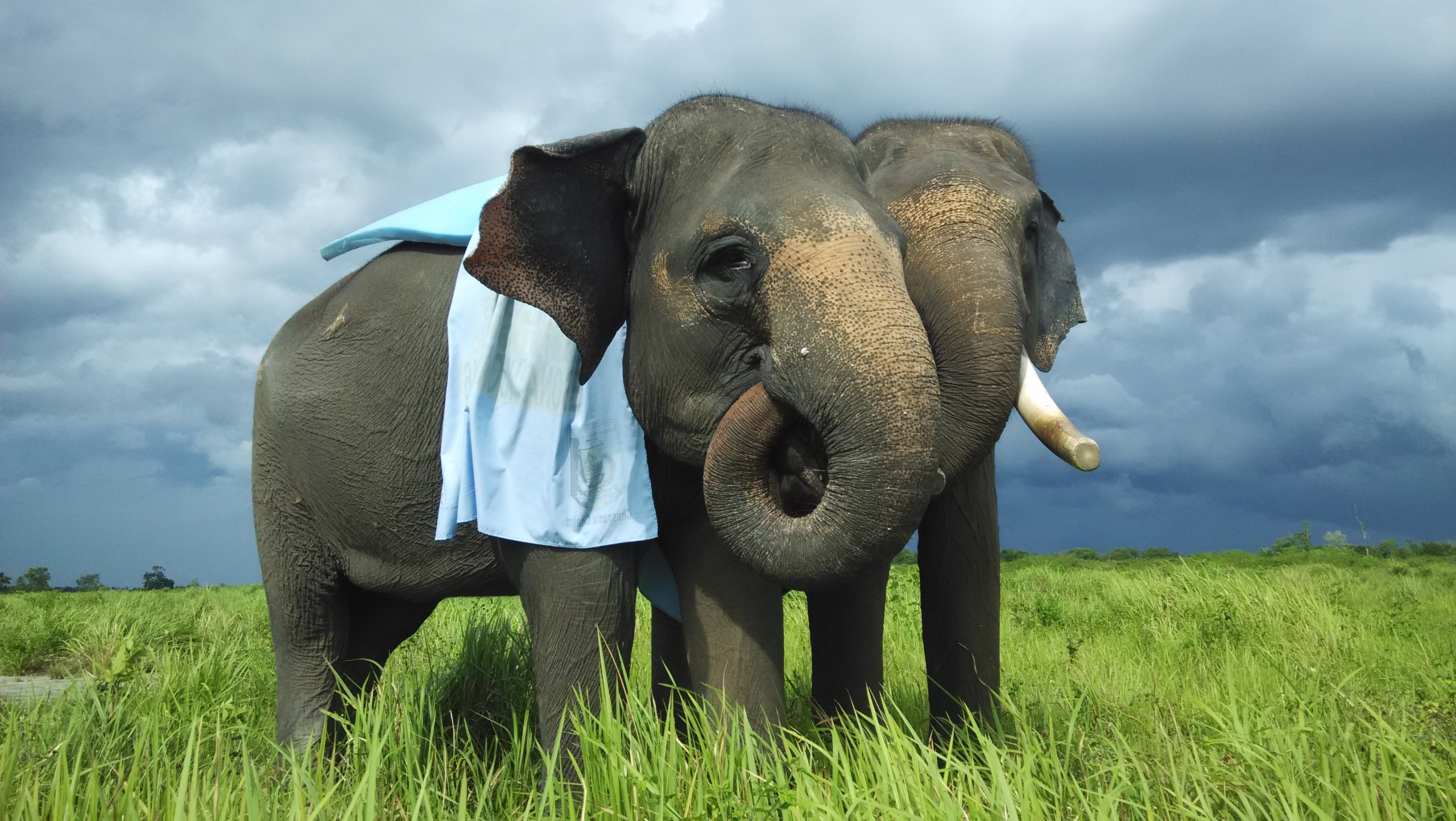
蘇門答臘象
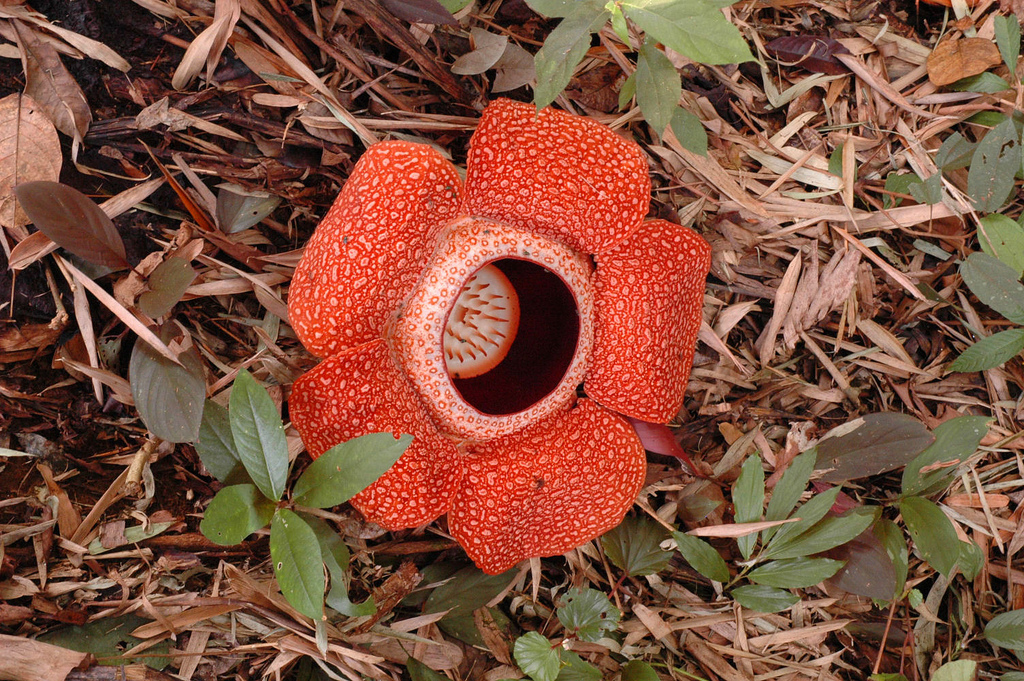
大王花